# Inge Hieblinger

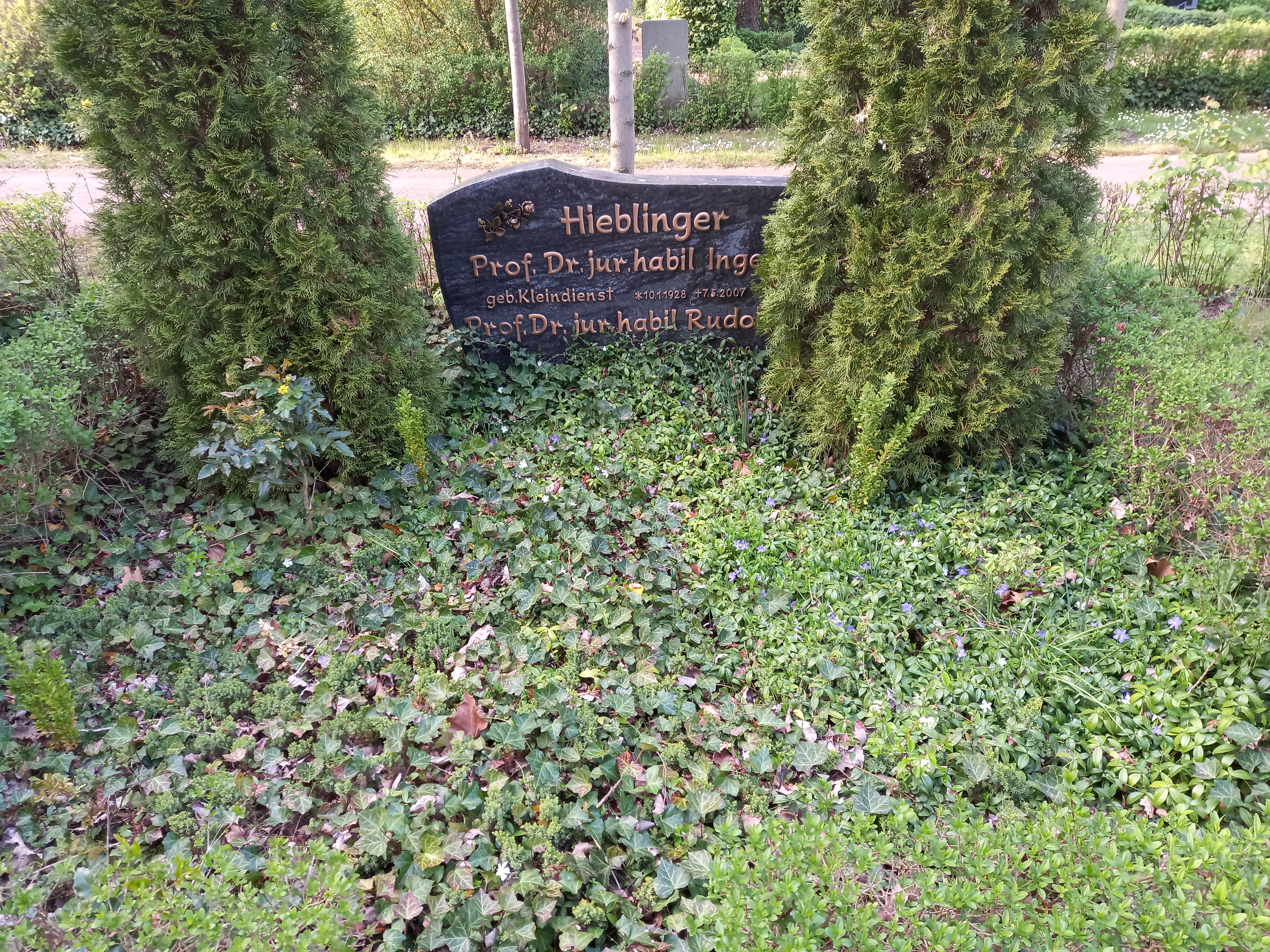
Das Grab von Inge Hieblinger und ihrem Ehemann Rudolf auf dem Gertraudenfriedhof (Halle)

Inge Hieblinger geb. Kleindienst (* 10. Januar 1928 in Merseburg; † 7. Mai 2007) war eine deutsche Juristin und Professorin für Staatsrecht und Rechtstheorie in der DDR. Sie war zeitweise für den DFD Abgeordnete der Volkskammer und Kandidatin des ZK der SED.

## Leben
Inge Hieblinger wurde 1928 in einer Merseburger Arbeiterfamilie geboren. Noch als Oberschülerin wurde sie 1945 Mitglied der KPD und 1946  SED-Mitglied.
Nach dem Abitur studierte sie von 1947 bis 1950 an der Martin-Luther-Universität Halle-Wittenberg Rechtswissenschaften. Anschließend war sie in den Jahren 1951 und 1952 als Hauptsachbearbeiterin im Ministerium für Gesundheitswesen tätig, bevor sie von 1952 bis 1953 ihr Referendariat am neugebildeten Kreisgericht Halle absolvieren konnte. Anschließend erhielt sie eine Anstellung als Assistentin an ihrer Hallenser Universität, später wurde sie zur Oberassistentin ernannt. 1958 wurde sie mit der Dissertation Das Verhältnis zwischen der Verordnung und ihrer Durchführungsbestimmung im Recht der Deutschen Demokratischen Republik : Dargestellt unter besonderer Berücksichtigung der Rechtsetzungspraxis vom 1. Jan. 1955 bis 30. Juni 1957 promoviert, danach war sie als Wahrnehmungsdozentin in Halle tätig.
1964 habilitierte sich Hieblinger mit der Schrift Die Förderung der Frau, Wesensmerkmal des Prinzips der Gleichberechtigung von Mann und Frau und ihre Verwirklichung beim umfassenden Aufbau des Sozialismus in der Deutschen Demokratischen Republik (zugleich ein Beitrag zur Rechtsstellung der Frau in der DDR), anschließend wirkte sie als Dozentin, bis sie 1967 eine Professur für Staatsrecht und Rechtstheorie in der DDR erhielt. Durch ihre Beschäftigung mit frauenrechtlichen Themen geriet sie auch in das Blickfeld der DDR-Massenorganisation Demokratischer Frauenbund Deutschlands (DFD), der sie für die Volkskammerwahlen 1967 als Kandidatin nominierte. Sie vertrat anschließend den DFD eine Wahlperiode lang bis 1971 im Verfassungs- und Rechtsausschuss der Volkskammer.
Im wissenschaftsfreundlichen Klima der 1960er Jahre in der DDR bemühte sich auch die SED um die damals 39-jährige Professorin und wählte sie 1967 auf dem VII. Parteitag als Kandidatin in das ZK der SED. Auch in diesem Gremium saß sie nur bis 1971, um sich anschließend voll ihrer Hochschultätigkeit in Halle zu widmen. 1988 wurde Inge Hieblinger nach dem Eintritt ins damalige Rentenalter emeritiert. Sie war mit dem Hallenser Verwaltungsrechtler Rudolf Hieblinger verheiratet, der im damaligen Institut für Staatsrecht der Martin-Luther-Universität Halle-Wittenberg tätig war.

## Schriften (Auswahl)
- Staats- und Rechtstheorie. Heft 2: Die Errichtung des sozialistischen Staates. 1966; DNB 36828719X
- Frauen in unserem Staat;  Staatsverlag der DDR, Berlin 1967; DNB 456986391
- Programm der SED in Tatsachen und Zahlen. Die Frau in der sozialistischen Deutschen Demokratischen Republik und unter der formierten Herrschaft des Finanzkapitals in Westdeutschland, Mitverfasserin Gisela Kamprad, Hrsg. Abteilung Propaganda des ZK der SED, 1967; DNB 573998809
- Die Staats- und Rechtsauffassungen von F. Engels in ihrer Bedeutung für den sozialistischen Staat und das sozialistische Recht. Kolloquium der Sektion Staats- u. Rechtswissenschaft der Martin-Luther-Universität Halle-Wittenberg aus Anlass des 165. Geburtstages von F. Engels; DNB 870000292
- Grundzüge des Staatsrechts sozialistischer Staaten, Mitverfasser Rudolf Hieblinger. Halle 1987; DNB 881179337